# 續玄怪錄
《續玄怪錄》，唐代传奇小说集﹐因续《玄怪录》一書而得名，共五卷﹐作者是唐代李復言。

## 版本沿革

### 宋本
宋代因避赵匡胤始祖玄朗之讳，改名《续幽怪录》。現存南宋臨安書棚本四卷，已不全，僅二十三篇，徐志平認為尚有十篇收錄於《太平廣記》，而明代陳應翔刻本《幽怪錄》（即《玄怪錄》）誤收四篇。李劍國考證《續玄怪錄》為唐代李復言所撰。

### 明本
明刻本《玄怪錄》內容與《續玄怪錄》混雜，真偽難辨。《太平廣記》卷十六以〈杜子春〉出自《續玄怪錄》，後人多據此將〈杜子春〉歸於《續玄怪錄》，但宋本《續玄怪錄》居然未收〈杜子春〉。程毅中校點《玄怪錄·續玄怪錄》以明代陳應翔刻本的《幽怪錄》四卷中收〈杜子春〉，推斷其出於《玄怪錄》。

## 內容主旨
《續玄怪錄》雖是續作，但內容較牛僧孺所撰之《玄怪錄》更為可觀，書中可看出作者的刻意經營。葉慶炳認為：“《玄怪錄》猶停留在魏晋南北朝‘傳錄舛訛’、‘殘叢小語’之時代，而《續玄怪錄》則頗多篇章已是‘作意好奇’之唐人小說。”

## 外部連結
- 續玄怪錄